# Oberamt Kenzingen
Das Oberamt Kenzingen war in napoleonischer Zeit eine Verwaltungseinheit im Süden des Großherzogtums Baden. Es bestand von 1807 bis 1810.

## Geschichte

### Historischer Hintergrund
Die im nördlichen Breisgau am Ufer der Elz gelegene Kleinstadt Kenzingen hatte im Mittelalter unter mehrfach wechselnden Herrschaften gestanden, fiel aber letztlich an das Haus Habsburg. Im Rahmen des vorderösterreichischen Oberamtes Breisgau zählte sie zu den Breisgauer Landständen. In der Stadt hatte der Obervogt der Herrschaft Kürnberg seinen Sitz. 1803 wurde sie Teil des kurzlebigen Herzogtums Modena-Breisgau, mit dem Pressburger Frieden von 1805 geriet sie 1806 unter die Landeshoheit Badens.

### Zeit seines Bestehens
Im Sommer 1807 errichtete die badische Regierung das Oberamt Kenzingen, das, neben dem Hauptort, die Stadt Endingen sowie die Ortschaften Herbolzheim, Wonnental, Bombach, Nordweil, Oberhausen, Niederhausen, Wyhl, Wellingen, Sponeck, Kiechlinsbergen und Riegel umfasste. Hinzu kamen die grundherrlichen Orte Forchheim, Sasbach, Litzelburg, Limburg, Jechtingen, Schelingen, Oberbergen mit Vogtsburg, Amoltern, Heimbach, Bleichheim, Streitberg und Hecklingen. Im Rahmen der Verwaltungsstruktur des Landes wurde es der Provinz des Oberrheins, auch Badische Landgrafschaft genannt, zugeordnet. Der mit der Leitung, unter dem Titel eines Oberamtsrates, beauftragte Johann Nepomuk Wetzel hatte zuvor in Diensten des Klosters St. Blasien gestanden.
In Umsetzung des Novemberedikts von 1809 wurde Anfang 1810 der Raum umstrukturiert. Die grundherrlichen Orte wurden den neu errichteten Kreisen unmittelbar unterstellt. Aus dem Oberamt Kenzingen entstand, bei Abgabe des Westens an das neu errichtete Amt Endingen und Austausch mehrerer Ortschaften mit benachbarten Ämtern das Amt Kenzingen, das dem Dreisamkreis zugeteilt wurde.

## Weitere Entwicklung
Aus dem Amt Kenzingen ging 1813 das Bezirksamt Kenzingen hervor. Es wurde 1872 aufgelöst und in das Bezirksamt Emmendingen eingegliedert. Dieses wurde 1939 in den Landkreis Emmendingen umgewandelt. Hierhin kamen auch einige wenige der an das Amt Endingen abgegebenen Orte. Die Mehrzahl von ihnen nahm einen anderen Weg, der letztlich Anfang 1973 zum Landkreis Breisgau-Hochschwarzwald führte.